# Marco Ramstein
Marco Ramstein (ur. 22 listopada 1978 w Bazylei) – szwajcarski curler. Brązowy medalista olimpijski, medalista mistrzostw świata i Europy.

## Osiągnięcia

### Igrzyska Olimpijskie
W 2002 roku w Salt Lake City zdobył brązowy medal, razem z Andreasem Schwallerem, Markusem Egglerem, Christofem Schwallerem i Damianem Grichtingem.

### Mistrzostwa świata
Czterokrotnie brał udział w mistrzostwach świata w curlingu, raz zdobywając srebro (2001).

### Mistrzostwa Europy
Również czterokrotnie brał udział w mistrzostwach Europy w curlingu. W 2001 zdobył srebrny medal, a w 2010 – brązowy.